# 井戸敏三
井戸 敏三（いど としぞう、1945年〈昭和20年〉8月10日 - ）は、日本の自治・総務官僚、政治家。兵庫県知事（第48代-第52代）として兵庫県政史上最多の5期20年の任期を務めた。
5期目の当選を決めた第19回兵庫県知事選挙（平成29年7月2日投開票）では、県下52選挙区のうち、唯一尼崎市選挙区（対立候補である勝谷誠彦の出身地）を除く51の選挙区で最多得票であった。
知事退任後、公益財団法人ひょうご震災記念21世紀研究機構特別顧問。兵庫県副知事（1996年 - 2001年）、関西広域連合連合長（初代）なども歴任した。

## 経歴
兵庫県揖保郡新宮町（現・たつの市）出身の神奈川県横浜市育ち。材木の仲介等をおこなっていた父の仕事の関係で、小学校3年生の時に横浜に転居。新宮小学校のクラスメートに弁護士の丸山和也がいた。
- 1964年3月：東京都立日比谷高等学校卒業。
- 1968年3月：東京大学法学部第2類（公法コース）卒業[6]。
- 1968年4月：自治省（現、総務省）入省（同期に早川忠孝、西川一誠、谷本正憲）。
- 1987年8月：運輸省航空局飛行場部環境整備課長[7]。
- 1989年6月：自治省行政局選挙部政治資金課長[7]。
- 1991年10月：自治省大臣官房文書課長[7]。
- 1992年7月：自治省財政局地方債課長[7]。
- 1993年7月：自治省大臣官房総務課長[7]。
- 1995年1月：自治省大臣官房審議官（選挙担当）[7]。
- 1995年7月：自治省大臣官房審議官（選挙、共済等担当）[7]。
- 1996年4月 - 2001年6月：兵庫県副知事（2期5年）。
- 2001年7月 - 2021年7月：兵庫県知事（5期20年）。
- 2023年11月3日：秋の叙勲で旭日大綬章を受章[8][9]。

## 兵庫県知事として

### 井戸県政の歴史
- 2001年7月：貝原俊民の辞職に伴い、兵庫県知事選に立候補し初当選。
- 2001年8月1日：兵庫県知事に就任。
- 2002年3月：男女共同参画社会づくり条例公布。
- 2002年4月：人と防災未来センター（神戸市）、兵庫県立美術館（神戸市）開設。
- 2003年4月：兵庫県立粒子線医療センター（たつの市）が一般診療開始。
- 2003年8月：兵庫県災害医療センター（神戸市）開設。
- 2004年10月：台風23号による但馬や淡路の被害（死者26名）に対応。
- 2005年1月17日：阪神・淡路大震災10年。
- 2005年3月：兵庫県民緑税条例制定。
- 2005年4月25日：JR福知山線脱線事故（乗客106名犠牲）に対応。
- 2005年7月：革新系候補を大差で下し、再選。
- 2005年10月22日：兵庫県立芸術文化センター（西宮市）開設。
- 2006年2月16日：神戸空港開港。
- 2006年9月：のじぎく兵庫国体（10月まで）。
- 2007年10月13日：兵庫県立考古博物館（播磨町）開館。
- 2008年10月：新行改プラン策定。
- 2009年5月：新型インフルエンザの国内初発生に対応。
- 2009年7月：革新系候補を大差で下し、3選。
- 2009年8月：兵庫県西・北部豪雨の発生（佐用町などで死者20名、行方不明者2名）に対応。
- 2009年11月1日：兵庫県立加古川医療センター（加古川市）開設。
- 2010年10月4日：山陰海岸が世界ジオパークに認定。
- 2010年12月：関西広域連合の初代連合長に就任。
- 2011年3月11日：東日本大震災発生。関西広域連合がカウンターパート方式で被災地支援。
- 2011年4月：兵庫県立ものづくり大学校（姫路市）開校。
- 2012年11月3日：横尾忠則現代美術館（神戸市）開館。
- 2013年4月13日：淡路島地震の発生（負傷者26名、全半壊139棟）に対応。
- 2013年7月21日：2013年兵庫県知事選挙で公明党、社民党、自民党県連、民主党県連の推薦と支援を受けて、共産党推薦候補を過去最多得票で破り4選[10]。
- 2014年4月：10県民局を7県民局と3県民センターに再編。
- 2014年8月：丹波豪雨（死傷者6名、全半壊64棟）に対応。
- 2015年1月17日：阪神・淡路大震災20年。
- 2015年4月：自転車保険の加入を義務づける全国初の条例施行
- 2016年4月14日：熊本地震発生。関西広域連合として被災地支援。
- 2017年7月2日：2017年兵庫県知事選挙で公明党、社民党、自民党県連、民進党県連の推薦を受けて、県政史上最多の5選[11][12]。関西観光本部副理事長[13]、2025年日本万国博覧会誘致委員会副会長[14][注釈 1]。

- 2018年7月：西日本豪雨発生に対応。県政150周年記念式典挙行。
- 2019年6月：兵庫県庁舎など再整備基本構想策定。
- 2019年8月：2018年度決算で震災後初の「収支均衡」を達成。
- 2020年3月：兵庫県内で新型コロナウイルス感染者の初確認に対応。
- 2020年11月：淡路市の養鶏場での鳥インフルエンザ発生に対応。
- 2020年12月：関西広域連合長を退任（10年間在任）。
- 2020年12月：任期満了での知事退任を表明。
- 2021年4月：芸術文化観光専門職大学（豊岡市）開校。
- 2021年7月18日：2021年兵庫県知事選挙で新人の斎藤元彦が初当選。
- 2021年7月：公益財団法人阪神・淡路大震災復興基金（神戸市）解散。
- 2021年7月31日：任期満了で退任。

### 井戸県政の概要
井戸が知事に就任した当時、兵庫県は阪神・淡路大震災の復旧・復興にかけた16兆3千億円のうち1兆3千億円を県債で賄ったため、当初から厳しい財政運営を余儀なくされた。「改革の断行なくして兵庫の再生はない」を合言葉に、2008年度に新行革プランを策定。膨大な負債を抱えた県財政の再建に向け、井戸県政では職員数の3割削減・給与カットや助成事業費削減などの行財政改革を11年間続け、2018年度決算では震災後初めて基金の取り崩しや借金をせずに「収支均衡」を達成。19年度決算では県債残高を3,229億円まで減らした。
また、井戸県政の震災復興について、兵庫県立大学大学院の室崎益輝教授は「借り上げ復興住宅の退去問題などで対応がやや不十分な面もあったが、被災者復興支援会議で声をくみ上げて政策化する仕組みをつくり、兵庫の取り組みを全国に伝えるなど大きな役割を果たした」と評した。
2010年には井戸が主導する形で兵庫や大阪など2府5県による関西広域連合が発足し、初代連合長に就任。翌年の東日本大震災では広域連合長として被災した県に対しそれぞれ支援する府県を割り当てる「カウンターパート方式」を提案し導入させ、その後の熊本地震や西日本豪雨でも生かされた。

## 政策・主張
- 道州制に反対しており、「国が権限を持ったまま道州制になれば、国の出先機関になってしまう」と発言している[21]。
- 大阪府知事であった橋下徹が提唱していた大阪国際空港（伊丹空港）の廃港案に強く反対する一方、莫大な赤字を垂れ流す関西国際空港こそ廃港にして、神戸空港に2つ目の滑走路を造るべきだと近畿ブロック知事会で発言した[22]。
- 北朝鮮が核実験を強行したことや拉致問題への態度を踏まえ、各地方自治体で朝鮮学校への補助金打ち切りが続いた。しかし、朝鮮学校が日本の義務教育に準じているとしていると知事が判断した19道府県では平成24年度に総額2億5,667万円の補助金を支給した。その中でも兵庫県知事として井戸は2012年度分として各地方自治体で最高額の1億2,685万円を県内の朝鮮学校へ支給した[23]。その後、2018年度に県の補助金は大幅に減額され、県内に6校ある朝鮮学校へは4,600万円の支給となった[24]。
- 過去に大阪維新の会が掲げる大阪都構想について不支持を表明しており、「膨張主義だ。ムードだけで制度を変えるのが一番いけないこと」と指摘した[25]。しかし、2020年には「二重行政の廃止という狙いがはっきりしている。関西広域連合としても、関西圏として（東京中心の）首都圏に対抗する大きな要因になり得る」として「東京に対抗できる行政システムができることは歓迎したい」との考えを明らかにした[26]。
- 2014年10月14日、橋下徹大阪市長・松井一郎大阪府知事が進める統合型カジノ構想に対し、「依存症の弊害がある中なぜ今解禁なのか」「地域振興のために手段を選ばないのは基本的に間違い。関西広域連合として議論していないが私は大反対だ」と反対表明。これに対し翌日15日に橋下は「カジノを排除したところで、兵庫県のパチンコはいいのか?」と反論した上で「少子高齢化で大都市が稼ぐのに統合型カジノは必要であり、大阪は今後もしっかりと進めていく」と発言した[27]。
- 2020年に私有車の運転中に交通違反を犯し、葺合警察署の警察官から交通違反切符（青切符）の交付を受けている[28]。
- 新型コロナウイルス感染症（COVID-19）によるまん延防止等重点措置が兵庫県内の一部自治体に発令されていた2021年4月9日、兵庫県独自の感染対策として「扇子・うちわ会食」を呼び掛けた。飛沫を防ぐフェースシールドをヒントにし、会食時に口元をふさいでもらうよう、「まん延防止等重点措置」の対象区域となる飲食店に計32万本の団扇を配る施策を打ち出したが[29]、批判的な意見が128件寄せられた[30]のに加え、神戸市もからも批判が相次いだ[31]ため、同施策を撤回した[32]。

## エピソード
石原都知事「2000人が余計に死んだ」発言への反駁
2007年4月8日夜、石原慎太郎が東京都知事選挙で3選した直後のインタビューにて「阪神大震災では、当時の首長の判断が遅れたため、2000人が余計に死んだ」と発言したことに対して、翌9日の会見で以下のように反駁した。
後に石原は先の発言について「ちょっと数字が違うかもしれない」と釈明。
震災チャンス発言
2008年11月11日に行われた近畿ブロックの知事会議において、「東京一極集中を打破するための旗を揚げなければならない。関東で震災が起きれば東京は相当なダメージを受ける。これはチャンスですね。チャンスを生かす、そのための準備をしておかないといけない。機能的には、金融なんです。金融とマスコミが東京一極集中になっている。東京に行った企業をもう一度、関西に戻せというカムバック作戦を展開していく必要がある。〔中略〕そういう意味では、防災首都機能を関西が引き受けられるように、あるいは第2首都機能を関西が引き受けられるような準備をしておかないといけない」と発言した。
発言の報道後、兵庫県民を含む各方面から「不適切だ」との非難の声が上がった。井戸知事は同日午後8時には「言葉使いが適切でなかったことは反省しなければならない」などと釈明したが、同時に「なぜこういう質問を受けているのか理解できない」、「そんな変わったことを言ったつもりはない」と抗弁。謝罪の必要性を指摘する記者に対しては、「関東で震災が起きた時に、関西が首都機能を引き受けざるを得ないという意味だった。大災害が望ましいとは言っていない」などとも発言した。さらに「何で謝らなければいけないのか!?」と反発し、発言の撤回や謝罪をする意思がないことを明らかにした。
兵庫県は阪神・淡路大震災により被災した地域であることから、県民の中にも大きな反発が広がっており、その後兵庫県庁に知事に対する電話やメールが連日350件以上も寄せられ、その大半が知事の発言を問題視するものであった。この井戸知事の発言に対しては、「（前述の）石原知事発言への意趣返しではないか」との都庁職員の発言が報道された。石原都知事はこの発言に関して「（旧自治省出身である）役人の浅知恵だな。他人の不幸をチャンスと言うのは日本人の感性に合わない。言葉を大事にしないとね」と一蹴、関西復権に関しては「自分で努力して活力を取り戻すべきだろう」と喝破した。
同年11月13日、自身の発言も撤回した。
NHK大河ドラマ『平清盛』について
2012年のNHK大河ドラマ『平清盛』の初回（1月8日）の視聴率が低かったことに関して、9日の会見で「うちのテレビの調子が悪くなったのかと思うような画面で、鮮やかさが無く薄汚れた感じだった」などと批判する発言を行い、その上で、NHKへの改善を申し入れる可能性もあるとコメントした。この発言に対しては、兵庫県庁に電話や電子メールで「番組内容に介入するような発言はすべきでない」などの批判が多数寄せられた。16日の会見では2回目（15日）の放送に関して「おもしろくなりそう」としながらも「もう少し明るい画面に」と批判。さらに23日の会見では3回目（22日）の放送に関して「真っ青な海の色が出てこないようでは瀬戸内海と言えるのかという話になりかねない。瀬戸内海の自然をきちんと映してほしい」と3週連続にわたってNHKの映像演出を批判している。
新型コロナウイルス対策関連
2020年7月9日、神戸市で開かれた県の新型コロナウイルス対策本部会議の冒頭あいさつで、新型コロナウイルス感染症の感染者が急増する東京都について「諸悪の根源」と発言した。その会議中に「『諸悪』は取り消す。感染源は東京が多い」と会議冒頭のあいさつを修正し、その後の記者会見で説明した。
2021年兵庫県知事選挙
2021年7月に行われた兵庫県知事選挙は井戸の後継者を決める選挙であった。井戸は自身の任期中に副知事を務めた金沢和夫への支援を表明。定数86の兵庫県議会のうち当時44人を占めていた自民党議員団のうち11名が新会派を設立し、対立候補である斎藤元彦への出馬要請を行い、のちに自民党本部が斎藤を正式に推薦したことなどを受け、選挙戦では「東京（中央）に支配されていいのか」と批判。維新にも「兵庫を大阪に売り渡すのは許さない」と対決姿勢をあらわに応援を行ったが、選挙結果は斎藤の当選となった。批判を招いた知事公用車センチュリーの乗り換え問題がマイナスに働いたという見方もある。

## 著書
- 『地方自治総合講座』（編集代表）
- 随筆集『歩みながら』続・続々
- 随筆集『一歩いっぽ』続・続々
- 随筆集『新一歩いっぽ』続・続々
- 随筆集『新々一歩いっぽ』続々（兵庫ジャーナル社、2012年）